# Microsoft Office 2016
Microsoft Office 2016（版本代號Office 16）是一个于2015年9月22日正式发行的Microsoft Office套裝软件。最新的预览版在芝加哥发布会上发布，并介绍了相比它的上一个版本Microsoft Office 2013所新增加的功能。新功能包括：深度整合的云端服务，可以直接在桌面版本创建、打开、编辑并保存在云端的文件；一款名为“告訴我您想要執行的動作”的搜索工具，并支持Word、Excel和PowerPoint；与连接到在线 Office的用户即時协作编辑。
2020年10月13日起，微軟不再對Office 2016提供主要支援，但延伸支援仍到2025年10月14日。macOS 版本已於2020年10月13日停止支援，且不提供延伸支援。

2021年3月起，中國全国计算机等级考试的MS Office科目的指定考试环境换用Office 2016。

## 新功能

### Windows
1. 直接從桌面上建立、開啟、編輯和儲存在雲端硬碟。
2. 新的搜尋工具：「告訴我您想要執行的動作」，包含于Word、PowerPoint、Excel、Outlook等组件中，而且能及時與用戶協作連結到Office Online。
3. Insights，藉由Bing的功能提供上下文資訊。
4. Excel：新的圖表類型，如樹形、旭日圖、環圖、瀑布圖、箱形圖、柱狀圖。
5. 資料遺失防護：防止Word、Excel、PowerPoint資料遺失。

### Mac
- 家庭和学生版：Word、Excel、PowerPoint、OneNote（非商業使用）
- 小型企业版：Word、Excel、PowerPoint、OneNote、Outlook
- 標準版：只能以批量授權方式購買，与「小型企業版」包含相同的5个组件

Mac版的新功能包括：
1. 新用戶界面。
2. 使用色帶。
3. 支援Retina顯示器。
4. 新的分享Office檔案功能。
5. Word：有Insights功能，該功能由Bing提供支援，並能及時協作。
6. Excel：一個建議圖表功能和數據透視表切片器。
7. PowerPoint：主題的变化，提供了一個主題不同的配色方案。
8. 在Outlook：一個建議新時間功能，能夠看到日曆並排，並能透過日曆視圖看天氣預報。
9. Mac的Outlook 2016只有有限的的電子郵件同步支持協作服務。

## 設計
Office 2016的用戶界面設計保留相對不變的Modern UI和微軟一貫的設計語言。還有一些修改配置製成的行動版 Microsoft Office。

## 版本差異
下表列出Office 2016的几种版本，以及它们之间的。
| 工具               | 家庭和学生版 (Home & Student) | 小型企业版 (Home & Business) | 标准版 (Standard)  | 专业版 (Professional) | 专业增强版 (Professional Plus) |
| ------------------ | ----------------------------- | ---------------------------- | ------------------ | --------------------- | ------------------------------ |
| Word 2016          | ✓                             | ✓                            | ✓                  | ✓                     | ✓                              |
| Excel 2016         | ✓                             | ✓                            | ✓                  | ✓                     | ✓                              |
| PowerPoint 2016    | ✓                             | ✓                            | ✓                  | ✓                     | ✓                              |
| OneNote 2016       | ✓                             | ✓                            | ✓                  | ✓                     | ✓                              |
| Outlook 2016       | X                             | ✓                            | ✓                  | ✓                     | ✓                              |
| Publisher 2016     | X                             | X                            | ✓                  | ✓                     | ✓                              |
| Access 2016        | X                             | X                            | X                  | ✓                     | ✓                              |
| Skype for Business | X                             | X                            | X                  | X                     | ✓                              |
| Office Online      | ✓                             | ✓                            | ✓                  | ✓                     | ✓                              |
|                    |                               |                              |                    |                       |                                |
| 授权方式           | 零售                          | 零售                         | 批量啟動(大量授權) | 零售                  | 批量啟動(大量授權)             |
| 可用于几台电脑     | 1台                           | 1台                          | 多台               | 1台                   | 多台                           |
| 支持系统           | Windows \ Mac                 | Windows \ Mac                | Windows \ Mac      | Windows               | Windows                        |

## 參閱
- Microsoft Office
- Sway

## 外部連結
- Microsoft Office （页面存档备份，存于）